# (3042) Zelinsky
(3042) Zelinsky es un asteroide perteneciente al cinturón de asteroides, descubierto el 1 de marzo de 1981 por Schelte John Bus desde el Observatorio de Siding Spring, Nueva Gales del Sur, Australia.

## Designación y nombre
Designado provisionalmente como 1981 EF10. Fue nombrado Zelinsky en honor al matemático estadounidense David S. Zelinsky.